# Libomyšl
Libomyšl település Csehországban, a Berouni járásban. Libomyšl Málkov, Všeradice, Lážovice, Chodouň, Neumětely, Stašov, Suchomasty, Bykoš, Otmíče és Lochovice településekkel határos. Lakosainak száma 644 fő (2024. január 1.).

## Népesség
A település lakosságának változását az alábbi diagram mutatja:
| Lakosok száma | 937  | 902  | 888  | 714  | 589  | 480  | 558  | 584  | 599  | 644  |
|               | 1869 | 1890 | 1921 | 1950 | 1980 | 2001 | 2017 | 2019 | 2022 | 2024 |